# Arvemasse
Arvemassen, den genetiske arv, arvematerialet eller genomet udgør det molekylære grundlag for, at biologiske egenskaber overføres fra forældre til afkom. Summen af et individs genetiske præg kaldes genotype eller arvelighedspræg. Et individs synlige egenskaber, fænotype, dannes i et komplekst samspil mellem genotype og miljøpåvirkninger. Den videnskab, som studerer biologisk arv, hedder genetik.
Genomet defineres som organismens fuldstændige sæt gener. Et menneske kan i princippet rekonstrueres ud fra et genom. Molekylærbiologisk (i den moderne bioteknologi, biokemi og genetik) benyttes termen genom om den komplette genetiske information i kromosomerne som sekvensen (dvs. rækkefølgen) af baser i DNA og det ikke-kodende DNA samt mDNA og cDNA.
For mennesket ’’homo sapiens’’ ligger genomet DNA’et i de 23 par kromosomer plus de små DNA-molekyler i mitochondrierne. I det haploide humane genom, som findes i ægceller og sædceller, er det ca. 3 milliarder basepar, og i det diploide humane genom i de somatiske celler er det ca. 6 milliarder basepar. Deraf udgør mindre end 2%, se billedet de 20344 gener, der koder for proteiner. Kendskabet til menneskets genom bruges nu med stort udbytte i sundhedsforskning, antropologi og retsvæsen, og der er store forventninger til fremskridt i diagnose og behandling af sygdomme og ny indsigt i mange områder af biologien som evolutionen. Hurtig udvikling af genteknologien medfører lettere adgang til analytiske data: sekvensen af genomets DNA-baser.
To celleorganeller indeholder deres eget, separat nedarvet arvemateriale: mitokondrier indeholder mDNA på typisk 16.600 basepar og grønkorn indeholder cpDNA på typisk mellem 120.000 og 170.000 basepar. Indholdet af separat DNA afspejler en symbiotisk evolution af cellen.
Man regner med, at kendskabet til genomer vil få stor betydning på en lang række felter. Studier af genomer forventes at give en detaljeret forståelse af evolutionen og en ny molekylær basis for innovative anvendelser på mange områder som landbrug, kriminologi og miljø. Kortlægningen af svinets genom har allerede klarlagt, at den har ændret sig gennem avl i tusinder af år.

## Genomers størrelse
Siden bestemmelsen af det første genom med 3.569 basepar i 1976 er der sket en forbløffende teknologisk udvikling i bestemmelse af DNA-sekvenser, så man kan bestemme et komplet genom på milliarder af baser på få timer, og der kendes nu  komplette genomer fra mange virus, bakterier, planter og dyr.
Det mindste genom er bestemt for en virus, Bakteriofag MS2 med 3.569 basepar. Megavirus har det største virus-genom på 1.259.197 basepar; bakteriegenomer har mellem 139.000 og 13 millioner basepar, og det største genom er hidtil bestemt for en amøbe, Polychaos dubium, med 670 milliarder basepar.
Bananfluens genom er på 139,5 millioner basepar fordelt på omkring 15.682 gener.
Det største genom for et hvirveldyr er fundet for lungefisken Protopterus aethiopicus med 133 milliarder basepar. Det største genom fundet for en plante er for
Ginkgo biloba med mere end 10 milliarder basepar.
Det humane genom har 3,2 milliarder basepar.

## Genomers organisation
Det humane genom omfatter sekvensen for 20.344 proteiner – betydeligt mindre end man havde forventet, men de protein-kodende sekvenser udgør kun 1,5% af det totale genom. Resten af sekvenserne er associeret til såkaldt ikke-kodende RNA, Ikke-kodende DNA eller sekvenser for regulerende DNA, introns og sekvenser uden kendt funktion samt transposoner inkl. retrotransposoner(se billedet).

## The Human Genome Project
Et stort anlagt internationalt forskningssamarbejde fra 1990 til 2003 resulterede i en fuldstænding kortlægning af den menneskelige genom. Ti år senere har forskerne et billede af den genetiske variation mellem individuelle personer.

## Det humane genom
Det humane genom indeholder kun 20.344 gener, betydeligt mindre end forventet. Den individuelle forskel på to menneskers genom, ligegyldigt hvilke mennesker på Jorden, er typisk 0,1%.
Forskellen mellem menneskets genom og menneskeabernes genomer er bare lidt større, men stadigvæk meget små. Chimpansens gener er 99%, gorillaens er 98% og orangutangens er 97% de samme som menneskets gener.

## Genernes Rolle
Den rolle, som generne spiller, varierer fra egenskab til egenskab. Den betydning, som generne har, betegnes som arveligheden. Arveligheden er defineret som den del af den samlede variation, som findes i en population, som kan forklares ved genetisk variation. I og med arveligheden er en andel, så er den mellem 0 og 1.
Arveligheden afhænger af en række faktorer. Den varierer fra egenskab til egenskab. Nogle egenskaber er næsten rent genetisk bestemt. Fx øjenfarve. Et individs genotype bestemmer stort set dets fænotype for øjenfarve. Men fordi der er et element af tilfældighed i dannelsen af afkommets genotype, er der stadig tilfældighed i afkommets øjenfarve. I den modsatte ende af skalaen spiller genetik en meget beskeden rolle for mange sygdomme i husdyr. For mange sygdomme forklarer genetik kun mellem 1 og 5% af den samlede variation. Miljøvariation spiller her en meget større rolle.
Mængden af genetisk variation påvirker genetikkens rolle. Mange planter er naturligt meget indavlede. Det betyder, at de har meget lidt genetisk variation. Den variation, som observeres i en indavlet population, må derfor forklares af miljøet. Arveligheden vil her være 0. Havde man i stedet observeret en population med genetisk variation, ville en del af den observerede variation skyldes genetik, og arveligheden ville ikke være 0.
Mængden af miljømæssig variation spiller en rolle for arveligheden. I et ensartet miljø vil en relativt større del af den samlede, observerede variation skyldes genetisk variation end i et variabelt miljø, hvor miljøet bidrager mere til den samlede variation.
Der skelnes mellem arvelighed i bred og i snæver forstand. Arvelighed i bred forstand er den andel af den samlede fænotypiske variation, som skyldes genetik. Arveligheden i snæver forstand er den del af den samlede genetiske variation, som bidrager til lighed mellem slægtning, og som kan udnyttes avlsmæssigt.
Arveligheden er en parameter, som beskriver variation indenfor en population. Den har ingen udsagnskraft om årsager til forskelle mellem populationer. En egenskab kan have en høj arvelighed, men forskelle mellem populationer kan alligevel være forårsaget udelukkende af miljømæssige forskelle. Et eksempel herpå er højde hos mennesker. Højde har en høj arvelighed. Ikke desto mindre skyldes de store forskydninger - både op og ned - i menneskers ikke genetik, men ændringer i leveforholdene.

### Slægtskab
Slægtskab i genetisk forstand er de gener, som to individer har til fælles pga. den måde, som de er i familie. To individer deler gener, hvis generne er identiske ved arv. To gener er identiske ved arv, hvis generne er kopier af det samme gen i en tidligere generation. En forælder og et barn deler halvdelen af deres gener identisk ved arv, da halvdelen af barnets gener er kopieret fra hver forælder. To helsøskende vil ligeledes dele halvdelen af deres gener. To halvsøskende vil dele en fjerdedel af deres gener ved arv. Fjernere og fjernere slægtninge vil dele mindre og mindre andele af deres gener. For en egenskab, hvis arvelighed er høj, så vil individer, som deler en stor del af deres gener ved arv, ligne hinanden. Er arveligheden lav, så spiller slægtskab en mindre rolle for lighed mellem slægtninge.

### Gener og Arvelighed
Grundlaget for biologisk nedarvning af egenskaber er dannelsen af kønsceller i meiosen og kønscellerrnes sammensmeltning for at danne en zygote. I dannelsen af kønsceller kopieres halvdelen af en forælders kromosomer til kønscellen. De kromosomer, som findes i kønscellen, vil være en sammenblanding af forælderens homologe kromosomer. Afkommets genotype fremkommer ved kombinationen af de kromosomer, som kommer fra de to kønsceller.
En del egenskaber bestemmes af gener på kønskromosomerne, deres nedarvning er kønsbunden. Almindeligvis er det egenskaber, som bestemmes af X-kromosomet.
Nogle få egenskaber hos mennesker bestemmes af gener på Y-kromosomet. Disse nedarves udelukkende fra far til søn.
Visse sygdomme forårsages af genfejl i mitochondrierne. Hos mennesker nedarves mitochondrierne kun fra mor til barn. Denne type egenskaber nedarves derfor kun fra mor til afkom.

### Anvendelser af Arvelighed
Kendskab til arveligheden spiller en rolle i rådgivning om genetiske sygdomme og i avlsmæssig forædling af dyr og planter.
Arveligheden kan findes på flere måder. I medicinsk genetik er den vigtigste kilde til information studier af ligheder mellem en- og toæggede tvillinger. Toæggede tvillinger deler i snit lige så mange gener med hinanden, som almindelige helsøskende gør. Enæggede tvillinger deler alle deres gener med hinanden. Hvis enæggede tvillinger ligner hinanden mere end toæggede tvillinger gør for en bestemt egenskab, så betyder det, at arvelighed spiller en rolle for pågældende egenskab. Det er muligt at beregne genetikkens rolle ud fra denne information. Tvillingestudier har faglige kredse været udsat for en omfattende kritik.
I rådgivning om visse genetiske sygdomme spiller arveligheden en rolle. Nogle sygdomme forårsages af fejl i et eller få gener. Her vil der ofte være udviklet genetisk tests, som gør det muligt med stor sikkerhed at forudsige et barns risiko for at udvikle en sygdom. I andre tilfælde, hvor et stort antal gener spiller en rolle, må andre statistiske metoder benyttes. For egenskaber med høj arvelighed vil børnenes risko for at udvikle en sygdom som en eller begge forældre have været høj, mens for egenskaber med lav arvelighed vil forældrenes sygdom spille en mindre rolle for børnenes risiko.
I husdyr og planter, hvor man der findes omfattende datasæt og store stamtræer, kan disse data udnyttes til at finde graden af arvelighed. Hvis slægtninge ligner hinanden mere for en given egenskab, end individer i populationen gør i gennemsnit, så betyder det, at genetik spiller en rolle for udprægningen af denne egenskab. Jo højere arveligheden i snæver forstand for en bestemt egenskab er, jo mere effektivt vil avlsarbejde være til at forandre egenskaben.

### Teknisk Definition
Arveligheden i bred forstand H2 defineres som forholdet mellem den genetiske varians VG delt med den fænotypiske varians VP:
{\displaystyle H^{2}={\frac {V_{G}}{V_{P}}}}.
Arveligheden i snæver forstand h2 defineres som forholdet mellem den additive genetiske varians VA og den fænotypiske varians:
{\displaystyle h^{2}={\frac {V_{A}}{V_{P}}}}.
Forskellen på de to definitioner er, at H2 beskriver den del af samlede variation, som kan henføres til genetiske effekter. h2 beskriver den del af den samlede variation, som nedarves fra forældre til afkom. Under alle praktiske forhold gælder det, at H2 er større end h2. Der er eksisterer situationer, hvor der er genetisk variation for en egenskab, men hvor genetik ikke bidrager til lighed mellem slægtninge. Det svarer til, at H2 > 0, men h2 = 0.

### "Missing heritability"
Der har i de sidste mange år været forsket intensivt i at identificere gener, som påvirker en lang række gener. Mange gener, som påvirker egenskaber i mennesker, andre og dyr og i planter, er blevet identificeret. Imidlertid er det sådan, at den samlede variation, som kan forklares ved de enkeltgener, som er identificeret, er i reglen er meget mindre, end den rolle, som genetik spiller ud fra estimater af arveligheden på basis af f.eks. tvillingestudier. Den forskel betegnes manglende arvelighed (af engelsk "missing heritability"). Mulige forklaringer for eksistensen af manglende arvelighed er, enten eksistensen af mange gener, hvis effekt hver især er for lille til at blive opfanget, eller eksistensen af stærke vekselvirkninger mellem forskellige gener.

## Ukønnet Formering
Ved ukønnet formering, som er almindeligt i planter, og som findes i visse dyregrupper, dannes afkommets genotype som en kopi af morens genotype. Nye genotyper dannes kun ved, at der over tid opsamles mutationer.

## Genotype-Miljøinteraktioner
Forkelle mellem genotyper kan afhænge af det miljø, som genotyperne udtrykkes i. Dette betegnes genotype-miljøinteraktioner. Genotyper, som giver et dyr en fordel i et varmt miljø, vil således ofte være til ulempe i et koldt miljø og omvendt.

## Epigenetik
Der er tilfælde, hvor biologisk præg kan overføres fra forældre til afkom, uden at dette beror på variation i generne. Dette betegnes epigenetik. Et eksempel herpå er alleler, hvis udprægning i fænotypen afhænger af, om de er arvet fra faren eller moren.

## CRISPR
CRISPR er det nyeste molekylærbiologiske værktøjssæt og er kaldt “den genetiske schweizerkniv”, fordi det kan anvendes til genmodificering. Derfor har CRISPR-teknologien fundet anvendelse bl.a. til studier og behandling af gendefekter og i planteforædling.

## Eksterne links
- Et genom er et komplet sæt gener. Det etiske råd, Undervisning Arkiveret 16. november 2013 hos  Wayback Machine
- Mit smukke genom af Lone Frank
- Et genom har mange historier. Videnskab.dk
- Louis XVI's blod fundet i et græskar. Videnskab.dk (Webside ikke længere tilgængelig)
- Oldgammelt heste-DNA giver ny viden om evolution. Videnskab.dk
- The New Genetics. NIH Arkiveret 14. juli 2014 hos  Wayback Machine
- Metagenomics: Mand og Mikrobe. BioZoom Arkiveret 24. oktober 2014 hos  Wayback Machine